# San Pedro Sacatepéquez (San Marcos)
San Pedro Sacatepéquez ist eine Stadt und ein Municipio im Departamento San Marcos im Westen Guatemalas. Die Nachbarstadt San Marcos schließt sich unmittelbar westlich an; beide Städte sind Hauptorte der gleichnamigen Municipios.

## Toponym
Wie bei vielen Orten Mittelamerikas besteht der Name der Stadt aus einem spanisch-kolonialen Teil (San Pedro) und einem indianischen Teil in der Nahuatl-Sprache (sacat = „Gras“ und tepet = „Hügel, Berg“).

## Lage
San Pedro Sacatepéquez liegt auf einer Höhe von etwa 2330 m im Valle de Candacuchex (deutsch: „kalter Ort“) und ist etwa 240 Kilometer (Fahrtstrecke) von der weiter östlich gelegenen Hauptstadt Guatemala-Stadt entfernt. Die Stadt Quetzaltenango liegt etwa 50 Kilometer östlich.

## Wirtschaft
San Pedro und San Marcos liegen an einem alten Handelsweg von und nach Chiapas und Mexiko. Einerseits profitieren sie wirtschaftlich noch immer vom Durchgangsverkehr, andererseits bringt die Nähe der mexikanisch-guatemaltekischen Grenze auf Grund des Drogen- und Menschenschmuggels auch Probleme mit sich.
In den landwirtschaftlich ausgerichteten Dörfern in der Umgebung werden im Wesentlichen Mais, Weizen, Kartoffeln und Gemüse angebaut. Auf den Märkten der Stadt werden ausschließlich in der Region hergestellte, von Frauen getragene buntbestickte Wickelröcke (cortes) und Überwürfe/Hemden (guipiles) angeboten.

## Geschichte
Im Jahr 1533 unterwarf Juan de León y Cardona im Auftrag von Pedro de Alvarado die im Candacuchex-Tal lebenden Indios vom Stamm der Mam. Nach der Unabhängigkeit von Spanien gehörte er zusammen mit dem ganzen Westen zunächst zum Estado de Los Altos, dem so genannten sechsten Staat der Zentralamerikanischen Konföderation. Ende des 19. Jahrhunderts versuchte die Regierung Guatemalas die Rivalität zwischen San Marcos und San Pedro Sacatepéquez durch eine per Dekret angeordnete Zusammenlegung zur Stadt La Unión zu beenden. Die Union hielt jedoch nur bis 1945. Die beiden Städte, die jeweils Verwaltungssitz zweier verschiedener Municipios sind, trennt eine breite Allee. San Marcos wurde 1950 Bischofssitz; doch der ehemalige Vorort San Pedro ist heute etwas größer als San Marcos.
Am 7. November 2012 (10:32 Uhr) war im gesamten Departamento San Marcos ein leichtes Erdbeben zu spüren; in der Ortschaft Concepción Chiquirichapa wurden acht Personen durch einen Erdrutsch getötet. Die Auswirkungen und Schäden in San Pedro Sacatepequez blieben gering (Video siehe Weblink).

## Sehenswürdigkeiten
San Pedro Sacatepéquez hat – ebenso wie San Marcos – keine besonderen Sehenswürdigkeiten. Im Innern der Kirche des Ortes wird die (angeblich) älteste Glocke Zentralamerikas aufbewahrt – sie stammt aus dem Jahr 1577, ist knapp einen Meter hoch und ca. 500 kg schwer. Beide Orte eignen sich als Ausgangspunkte für Wandertouren in der etwa 20 Kilometer (Luftlinie) westlich gelegenen Berglandschaft der Vulkane Tajumulco und Tacaná.

## Festtage
- San Pedro y San Pablo (29. Juni)